# Airbus A320
Airbus A320 je evropsko ozkotrupno, dvomotorno reaktivno potniško letalo kratkega do srednjega dosega s steklenim kokpitom z side-stickom in prvo civilno potniško letalo z fly by wire dizajnom, ki ga proizvaja mednarodno podjetje Airbus. A320 je eno od najbolj uporabljanih in varnih letal ter velja za najuspešnejšo potniško letalo v zgodovini. Družino letal A320 sestavljajo poleg osnovnega modela A320 še: A318 (varianta izven proizvodnje), A319 in A321 piloti lahko letijo vsa letale z istim type ratingom. Letala A320 zaradi velikega povpraševanja in geopolitičnega pomena tržišča sestavljajo na 4 lokacijah: Toulouse Francija, Hamburg Nemčija, Tjandžin Kitajska in Mobile Alabama ZDA.  
Vsa omenjena letala imajo enako krilo. A320 je bil razvit v konkurenci:  Boeing 717, Boeing 727, Boeing 737, Boeing 757, McDonnell Douglas MD-90, Fokker 100, Comac ARJ21, Comac C919, Tupoljev Tu-204 in Bombardier CSeries.
Krstni polet je bil 22. februarja 1987, 28. marca 1988 je Air France prejela prvo letalo A320. Med prvimi operaterji je bila slovenska Adria Airways, ki je pogumno pristopila k naročilu letal daljnega leta 1985 in postala leta 1989, s serijsko številko MSN 43 je bila prva uporabnica motorjev IAE V2500, to so bila prva letala Airbus v Jugoslaviji in vzhodni Evropi. Večina flote letal A320 CEO je opremljena z motorji CFM56, za laični občutek tipični motor ima 120kN potiska, kar je primerljivo z 42 500 konjskimi močmi po motorju. Obstajajo dve varianti glede razvoj CEO, ki ima prvotne motorje: CFM56 in IAE V2500 in je bila v proizvodnji do leta 2021 in NEO nova opcija z učinkovitejšimi motorji: PW1000G ali CFM LEAP-1A in posodobitvami od leta 2012. Poraba goriva CEO je okvirno 2400 kg na uro na režimu križarjenja na višini in 9000 kg na uro na vzletni moči. Ura letenja z letalom A320 je ocenjena na okvirno $10.000. A320 je zelo popularno tudi pri nizkocenovnih prevoznikov kot so: EasyJet, Wizz Air.  
Število potnikov je od 107 pri najmanjšem A318, 124-156 pri A319, 150-180 pri A320 in 185-220 pri A321. Dolet letala je do 6,945 kilometrov pri A319CEO, nove verzije NEO (new engine option) imajo okrog 15 % večji dolet z bolj ekonomičnimi motorji: PW1000G in CFM LEAP-1A. Obstaja tudi luksuzna različica A319CJ, ki ima večje rezervoarje s skoraj dvakrat večjim doletom. 
A320 v primerjavi s predhodniki uporablja več računalniških sistemov. Je prvo potniško letalo z digitalnim sistemom krmiljenja fly-by-wire in "sidestick" kontrolno palico. Pri tem sistemu računalnik pretvori pilotove signale v digitalne in v nekaterih primerih prepreči nevarne dogodke. Za pogon sta na voljo dva motorja: ameriško-francoski CFM56 ali pa IAE V2500, pri najmanjši verziji A318 pa tudi Pratt & Whitney PW6000. Vsi slovenski Adriini Airbusi so bili naročeni z IAE V2500 turboventilatorskimi motorji. Te verzije imenujemo CEO (Curent Engine Option). 
Leta 2010 so začeli z razvojem nove različice 320NEO (New Engine Option), ki je opremljena z novimi motorji CFM International LEAP-X ali Pratt & Whitney PW1000G - turbofan z reduktorjem. Z novimi krilci, imenovanimi sharklets, in novimi motorji doegajo 15 % manjšo porabo goriva in precej manjše izpuhe dušikovih oksidov. Ameriški Boeing je odgovoril z novim 737 imenovanim MAX, ki bo imel Leap-X motorje, PW1000G je namreč prevelik za 737.
Trenutno je večina dobavljenih letal še v uporabi, v prihodnosti lahko pričakujemo konverzije letal v tovorna letala, kar je običajna praksa za starejša letala. Tovorni A320 bo lahko tovoril okrog 20 ton tovora.

## Varnost v družini A320
Airbus A320 je eno izmed najvarnejših potniških letal. Celotna družina letal Airbus 320 je bila vpletena v 59 letalskih incidentov, med katerimi je bilo popolnoma uničenih 23 letal, s skupaj 789 žrtvami (stanje aprila 2012). V ZDA in Združenem kraljestvu je bilo do leta 2008 zabeleženo tudi najmanj 50 incidentov izgube zaslonske slike v kabinskih prikazovalnikih pilotov.
Vse različice družine A320 (A318, A319, A320 in A321) so opremljene z naprednimi varnostnimi sistemi. Tako imajo npr. vsa letala turbino RAT (Ram Air Turbine), ki je shranjena pod levim krilom in se samodejno aktivira v primeru okvare obeh motorjev ter tako dovaja nujno treba električno energijo v pilotsko kabino, kar omogoči delovanje osnovnih instrumentov, da postane letalo dokaj nadzorljivo.
V primeru okvare motorjev pa A320 sicer lahko doseže drsno (jadralno) razmerje 1:20 (izgubi 1 km višine na 20 km, ki jih preleti vodoravno). Tako lahko v primeru okvare obeh motorjev na višini 12 000 m preleti še okoli 240 km in varno pristane na letališču.
Pilot lahko dokazano z letalom zasilno pristane tudi na vodi, kar je leta 2009 dokazal pilot Sullenberger na reki Hudson pri New Yorku po kratkem jadranju. Letalu sta namreč zaradi trka s pticami odpovedala oba motorja.
Nevarno stanje v letalstvu je tudi dekompresija (padec tlaka v kabini). Lahko je:
- eksplozivna (zrak uide iz letala v manj kot 0,5 sekunde in lahko pri tem povzroči poškodbe pljuč)
- rapidna (zrak uide hitro, a še vedno lahko zapusti pljuča brez poškodb)
- gradualna (ta je najbolj problematična, saj nastopi počasi in je pogosto ne opazimo, dokler se ne pojavijo simptomi hipoksije - pomanjkanja kisika v možganih, a takrat je lahko že prepozno - primer je let Helios 522 v Atene)

Na višini 12.000 metrov ima povprečen odrasel le okoli 20 sekund uporabne zavesti, zato si mora čim prej nadeti kisikovo masko, ki se samodejno aktivira in iz kemičnega generatorja proizvaja 100% kisik, in počakati na zasilni spust pod najmanj 3.000m (sprejemljivo višino za dihanje), če se le da, pa še nižje.
Pri zasilnem pristanku je treba poslušati navodila kabinskega osebja in zavzeti položaj za trk. Pri evakuaciji se po odprtju vrat v 5 sekundah napihne evakuacijski tobogan, po katerem lahko letalo zapustijo vsi potniki v manj kot minuti. Pod sedežem je tudi rešilni jopič z lučko in piščalko. V primeru požara pri evakuaciji sledimo zasilnim lučkam, ki nas vodijo proti izhodu. Kabinsko osebje ima tudi zaščitne obleke in maske v primeru dima in strupenih plinov.
Vsa letala imajo tudi sistem TCAS (Traffic Colission Avoidance System), sistem za preprečevanje trkov v zraku, ki deluje na podlagi transponderja (oddajnika) in pilotom v primeru nevarnosti ukaže, naj se naglo vzpenjajo ali spuščajo. Prav tako je letalo opremljeno tudi s sistemom GPWS (Ground Proximity Warning System), ki preprečuje trk v teren (goro, tla, morje). Pilota opozarja, če se nekontrolirano spusti več kot 800 m (2500ft) do površja (deluje na podlagi radarskih valov) in mu ukaže, naj se naglo dvigne, ali pa če zazna, da letalo takoj po vzletu naglo izgublja višino.
V primeru padca letala je le-to opremljeno z dvema črnima skrinjicama. Ena snema pogovore v pilotski kabini (Flight Voice Recorder), druga pa podatke o letu (Flight Data Recorder). Preživita lahko ogromno silo trka in izpostavljenost temperaturam do 2.500 stopinj Celzija tudi do 12 ur.

## Tehnične specifikacije
|                         | A318-100                                              | A319-100 / A319LR / A319CJ                             | A320-200                                               | A321-200                                               |
| ----------------------- | ----------------------------------------------------- | ------------------------------------------------------ | ------------------------------------------------------ | ------------------------------------------------------ |
| Posadka                 | 2                                                     | 2                                                      | 2                                                      | 2                                                      |
| Kapaciteta              | 132 (1 razred) 117 (1 razred) 107 (2 razreda)         | 156 (1 razred) 134 (1 razred) 124 (2 razreda)          | 180 (1 razred) 164 (1 razred) 150 (2 razreda)          | 220 (1 razred) 199 (1 razred) 185 (2-razreda)          |
| Tovor                   | 21,21 m³                                              | 27,62 m³ 4× LD3-46                                     | 37,41 m³ 7× LD3-46                                     | 51,73 m³ 10× LD3-46                                    |
| Dolžina                 | 31,44 m                                               | 33,84 m                                                | 37,57 m                                                | 44,51 m                                                |
| Razpon kril             | 34,10 m                                               | 34,10 m                                                | 34,10 m                                                | 34,10 m                                                |
| Površina kril           | 122,6 m²                                              | 122,6 m²                                               | 122,6 m²                                               | 122,6 m²                                               |
| Naklon kril             | 25 stopinj                                            | 25 stopinj                                             | 25 stopinj                                             | 25 stopinj                                             |
| Višina                  | 12,51 m                                               | 11,76 m                                                | 11,76 m                                                | 11,76 m                                                |
| Širina kabine           | 3,70 m                                                | 3,70 m                                                 | 3,70 m                                                 | 3,70 m                                                 |
| Širina trupa            | 3,95 m                                                | 3,95 m                                                 | 3,95 m                                                 | 3,95 m                                                 |
| Višina trupa            | 4,14 m                                                | 4,14 m                                                 | 4,14 m                                                 | 4,14 m                                                 |
| Prazna teža (OEW)       | 39500 kg                                              | 40800 kg                                               | 42600 kg                                               | 48500 kg                                               |
| Teža brez goriva (MZFW) | 54500 kg                                              | 58500 kg                                               | 62500 kg                                               | 73800 kg                                               |
| Maks. pristajalna teža  | 57.500 kg                                             | 62.500 kg                                              | 66.000 kg                                              | 77.800 kg                                              |
| Maks. vzletna teža      | 68.000 kg                                             | 75.500 kg                                              | 78.000 kg                                              | 93.500 kg                                              |
| Potovalna hitrost       | Mach 0,78 (828 km/h pri 11,000 m)                     | Mach 0,78 (828 km/h pri 11,000 m)                      | Mach 0,78 (828 km/h pri 11,000 m)                      | Mach 0,78 (828 km/h pri 11,000 m)                      |
| Največja hitrost        | Mach 0,82 (871 km/h pri 11.000 m)                     | Mach 0,82 (871 km/h pri 11.000 m)                      | Mach 0,82 (871 km/h pri 11.000 m)                      | Mach 0,82 (871 km/h pri 11.000 m)                      |
| Dolet                   | 3.100 nmi (5.700 km), 3.200 nmi (5.900 km)z sharklets | 3.600 nmi (6.700 km), 3.700 nmi (6.900 km) z sharklets | 3.100 nmi (5.700 km), 3.300 nmi (6.100 km) z sharklets | 3.000 nmi (5.600 km), 3.200 nmi (5.900 km) z sharklets |
| Vzletna dolžina         | 1828 m                                                | 2164 m                                                 | 2090 m                                                 | 2560 m                                                 |
| Kapaciteta goriva       | 24210 L                                               | 24210 L standard 30190 L optional                      | 24210 L standard 30190 L optional                      | 24050 L standard 30030 L optional                      |
| Višina leta             | 12000 m A319 CJ in A321: 12500 m                      | 12000 m A319 CJ in A321: 12500 m                       | 12000 m A319 CJ in A321: 12500 m                       | 12000 m A319 CJ in A321: 12500 m                       |
| Motorji (×2)            | CFM International CFM56-5 series                      | CFM International CFM56-5 series                       | CFM International CFM56-5 series                       | CFM International CFM56-5 series                       |
| Motorji (×2)            | Pratt & Whitney PW6000 series                         | IAE V2500 series                                       | IAE V2500 series                                       | IAE V2500 series                                       |
| Potisk motorjev (×2)    | 96–106 kN                                             | 98–120 kN                                              | 111–120 kN                                             | 133–147 kN                                             |

Viri: Airbus, Airliners.net, Pratt & Whitney